# Руньковський Валеріан Васильович
Валеріан Васильович Руньковський (1939 — ?) — молдавський радянський діяч, 1-й секретар Каменського та Ново-Аненського районних комітетів КП Молдавії, голова Комітету народного контролю Молдавської РСР. Кандидат у члени ЦК КП Молдавії в 1976—1981 роках. Член ЦК КП Молдавії в 1981—1991 роках. Кандидат у члени Бюро ЦК КП Молдавії з березня 1987 до 1990 року. Депутат Верховної Ради Молдавської РСР 9—11-го скликань.

## Біографія
Народився в родині колгоспника. З 1957 року — інструктор Дрокіївського районного комітету ЛКСМ Молдавії.
Член КПРС з 1959 року.
У 1963 році закінчив Кишинівський сільськогосподарський інститут імені Фрунзе.
У 1963 році — головний зоотехнік колгоспу імені Кірова Леовського району Молдавської РСР.
З 1963 до 1965 року служив у Радянській армії.
У 1965—1969 роках — головний зоотехнік радгоспу «Ново-Аненський», головний зоотехнік племінного радгоспу «Березовський» Ново-Аненського району Молдавської РСР.
У 1969—1971 роках — секретар партійного комітету колгоспу імені Димитрова Ново-Аненського району Молдавської РСР.
У 1971—1973 роках — секретар Ново-Аненського районного комітету КП Молдавії.
У 1973—1977 роках — голова Ришканської районної ради колгоспів Молдавської РСР.
У 1977—1985 роках — 1-й секретар Каменського районного комітету КП Молдавії.
У 1985—1987 роках — 1-й секретар Ново-Аненського районного комітету КП Молдавії.
26 лютого 1987 — 24 травня 1990 року — голова Комітету народного контролю Молдавської РСР.
Подальша доля невідома.